# Roman Perfecki
Roman Perfecki, ukr. Роман Перфецький, Roman Perfecki (ur. 1880, zm. 1944 w Zamościu) – ukraiński polityk, doktor praw, działacz społeczny, poseł do Sejmu Krajowego Galicji X kadencji, poseł na Sejm IV i V kadencji w II Rzeczypospolitej, adwokat i notariusz.
W 1898 ukończył VIII klasę C. K. Wyższego Gimnazjum w Kołomyi.
Podczas I wojny światowej działacz Związku Wyzwolenia Ukrainy w obozie jenieckim Wetzlar. W latach 1918–1919 był członkiem Ukraińskiej Rady Narodowej oraz zastępcą państwowego sekretarza spraw wewnętrznych Zachodnioukraińskiej Republiki Ludowej. W 1920 delegat Ukraińskiej Rady Narodowej, później członek emigracyjnego rządu ZURL w Wiedniu i przewodniczący Zachodnioukraińskiego Towarzystwa Ligi Narodów. Działacz Ukraińskiego Zjednoczenia Narodowo-Demokratycznego (UNDO), sekretarz Komitetu Narodowego w powiecie sokalskim. V Zjazd UNDO w styczniu 1938 wybrał go na członka sądu partyjnego). Członek zarządu Towarzystwa Opieki nad Ukraińskimi Emigrantami oraz Ridnej Szkoły. Działał w Związku Ukraińskich Adwokatów i Aplikantów. Podczas II wojny świat. W latach 1939–1943 notariusz i działacz ukraiński na terenie Chełmszczyzny. 
W latach 1935–1939 był posłem do polskiego Sejmu IV i V kadencji z ramienia UNDO, od 1938 do 1943 był notariuszem na Chełmszczyźnie.